# Wodo Ato
 (décembre 2022).
République fédérale démocratique d'Éthiopie
Wodo Ato (Ge'ez: ወዶ አጦ) est un homme politique éthiopien.

## Biographie

### Carrière
Il est un des 112 membres du Conseil de la Fédération éthiopien. Il est un des 54 conseillers de l'État des nations, nationalités et peuples du sud et représente le peuple Sheka.
En 2010, il devient membre du comité central du Front de libération du peuple du Tigré.
Il est membre de Commission d’éthique et de lutte contre la corruption,.